# Bắt cô trói cột
Bắt cô trói cột (còn có nhiều tên khác) (tên khoa học: Cuculus micropterus) là loài chim thuộc họ Cu cu, phân bố ở châu Á, từ Pakistan, Ấn Độ, Sri Lanka đến Indonesia ở phía nam và Trung Quốc, Liên bang Nga ở phía bắc. Loài chim này thường sống trong rừng, ở độ cao trên 3.600 m. Nó được tím thấy ở tiểu lục địa Ấn Độ và Đông Nam Á.

## Tên gọi
Do nghe tiếng kêu của chim nên nhiều người Việt Nam nghe thành nhiều câu khác nhau: hay "năm trâu sáu cột", "khó khăn khắc phục", "chim cu Ấn Độ", "Bắc quang Bắc mục", "Hà Giang nước độc", "bốn cô chín chục", "chín cô bốn chục", "năm trâu sáu cọc", "trói cô vào cột", "vua quan trói cột", "đuổi Tây đánh Nhật"...

## Miêu tả
Bắt cô trói cột là loài chim cu cỡ trung bình, chim trống và chim mái khá giống nhau. Nửa thân trên có màu trắng còn nửa dưới có nhiều vạch trắng đen. Chim non trong tổ có miệng màu đỏ cam và viền màu vàng.

## Khóa phân loài
Có hai phân loài được công nhận rộng rãi. Phân loài Cuculus micropterus sp. micropterus phân bố trên lục địa châu Á, còn phân loài Cuculus micropterus sp. concretus S. Müller, 1845 nhỏ hơn, lông màu tối hơn và phân bố ở bán đảo Mã Lai, Java, Sumatra và Borneo. Những con chim ở vùng Amur có thân lớn hơn và Swinhoe gọi nhóm này (từ Hoa Bắc trở lên) là Cuculus michieanus trong khi Walter Norman Koelz miêu tả dạng fatidicus ở đông bắc Ấn Độ.

## Phân bố và môi trường sống
Loài chim này phân bố rộng rãi khắp châu Á. Môi trường sống ưa thích của chúng là các khu rừng thường xanh và xanh tạm thời, tuy nhiên chúng cũng sống trong các khu vườn và bụi cây.
Vào mùa đông, một vài quần thể di cư về phương nam, và có những quần thể sinh sản ở nam bán cầu.

## Cổ tích Việt Nam
Sự tích chim năm trâu sáu cột và chim bắt cô trói cột